# Adolf Bernard Meyer
Pour les articles homonymes, voir Meyer, Adolf Meyer et Bernhard Meyer.
Adolf Bernard Meyer est un  médecin et un naturaliste allemand, né en 1840 à Hambourg et mort en 1911 à Berlin.
Après ses études, il se met à voyager sur ses propres frais. Il réalise ainsi d’immenses collections à Sulawesi, les Philippines, la Nouvelle-Guinée ainsi qu’en Suisse, aux Pays-Bas et au Danemark. Meyer est directeur du Muséum zoologique, anthropologique et ethnographique de Dresde de 1874 à 1906. Il constitue une importante collection d’oiseaux pour le muséum de la Senckenbergische Naturforschende Gesellschaft. Il est notamment l'auteur de Die Wissens Ansicht... (Leipzig, 1870).